# Боян Дрогобицький
«Боян Дрогобицький» — чоловічий камерний хор у Дрогобичі.

## Історія
Дослідження науковців в останні роки підтверджують, що «Боян Дрогобицький» заснований у 1901 році. З 1922 року товариством керує священик, мистецько-громадський діяч і композитор Северин Сапрун. З 1932 року хор очолив випускник Празької консерваторії, піаніст і диригент Богдан П'юрко. В ті часи з хором співпрацювали композитор Ігор Соневицький, піаніст Роман Савицький, тенор — соліст Львівської опери Михайло Голинський, оперна співачка Ольга Лепкова-Ястремська та інші.
Найвищого визнання колектив досягнув у 1942 році, коли виступив на Першому Краєвому конкурсі хорів Галичини, присвяченому 100-річчю від дня народження Миколи Лисенка. «Дрогобицький Боян» посів перше місце і був нагороджений лавровим вінком, а диригент — спеціальною батутою.
Після 1944 року керівники хору, а також чимало його учасників виїхали на Захід, де ще довгий час брали участь у мистецькому житті у складі різних хорових колективів.

### Репертуар
У програмі хору були твори композиторів епохи Відродження (Орландо ді Лассо, Жоскен Депре, Джуліо Каччіні), концертні програми з творів Йоганна Штрауса, Станіслава Людкевича, Василя Барвінського, Остапа Нижанківського, Льва Ревуцького, Миколи Лисенка, слов'янської пісні (чеська, білоруська, російська), хори з опер Миколи Лисенка, Дениса Січинського, Анатоля Вахнянина. Олександра Бородіна.
Окремий розділ репертуару тодішнього «Бояна» становили ораторія «Месія» Георга Фрідріха Генделя, «Stabat Mater» Джоаккіно Россіні. Кожного року хор виконував програми з колядок, щедрівок, виставу «Вифлеємська ніч», яка щоразу доповнювалася новими номерами, а також виконував Служби Божі в церквах Дрогобиччини, Стрийщини, склад хору був мішаний.

## Відродження хору в сучасні часи
У 1991 році хор відновлює діяльність у вигляді чоловічого камерного хору при Дрогобицькому педагогічному університеті імені Івана Франка. Ініціаторами відродження та першими диригентами у нові часи стали Михайло Бурбан, Степан Дацюк та Петро Гушоватий. У складі хору — викладачі університету та навчальних закладів Дрогобича.

### Репертуар
Репертуар хору складають твори вітчизняної та західноєвропейської класики, духовна музика, фольклорні зразки в обробках Миколи Лисенка, Миколи Леонтовича, Андрія Кушніренка, Дмитра Котка, Станіслава Людкевича, Євгена Козака, Андрія Гнатишина, Василя Пащенка, Якова Яциневича перекладені для чоловічого складу часто самими ж учасниками хору.

### Творчі здобутки
«Дрогобицький Боян» бере активну участь у мистецькому житті м. Дрогобича, співає як у світських концертах, так і в церквах Дрогобиччини, він — учасник п'яти фестивалів сучасної української музики «Струни душі нашої» (Дрогобич), конкурсу хорів ім. о. Северина Сапруна (Дрогобич, 1997, 2000), фестивалю «Колядує Франкове Підгір'я». Хор брав участь у святкуванні 120-річчя композитора, фольклориста, вченого Філарета Колесси, виступав перед учасниками Всеукраїнської наради працівників культури (1992).
З успіхом виступав і виступає на міжнародних фестивалях: «Віднайденої музики» у Тарнові (Польща, 1996, 1999), хорової музики «Львів-98», «Advent-2000» у Відні, Церковної музики у Кракові (травень, 2001).
У 2002 році колектив став Лауреатом (І премія) IV-го Всеукраїнського хорового конкурсу ім. М. Леонтовича. В травні 2004 року «Боян Дрогобицький» брав участь у І-му Міжнародному фестивалі чоловічих хорів «Лине пісня над Ужем» (м. Ужгород). В червні 2004 року колектив — учасник Міжнародного фестивалю хорової музики (м. Превеза, Греція). Грудень 2004 року — учасник «Різдвяних концертів» у Голландії. В березні 2005 року хор отримав першу премію (в номінації чоловічих хорів) на Міжнародному фестивалі в Північній Ірландії (м. Колерейн).
У жовтні 2005 року відзначили 100-річчя від дня заснування хору.

## Склад творчої групи
Нині хор нараховує 22 особи.
Художній керівник та диригент — заслужений працівник культури України, доцент Петро Гушоватий, диригент — Микола Ковальчук. Концертмейстери — Є. Журавський та В. Шафета.

## Контакти колективу
Народний чоловічий камерний хор «Боян Дрогобицький», вул. Івана Франка, 11, м. Дрогобич, (а/с 91), 82100.